# Gervasio Gallardo
Gervasio Gallardo (Barcelona, España, 5 de junio de 1934 - Barcelona, España, 24 de junio de 2023) fue un pintor, ilustrador y productor de pinturas surrealistas y portadas de libros para muchas obras de ciencia ficción y de fantasía y para campañas publicitarias.

## Trayectoria profesional
Estudió en España, y trabajó para varias agencias de publicidad españolas antes de trasladarse a Múnich, Alemania, en 1959. Los siguientes cuatro años los pasó trabajando para la Agencia Delpire en París, antes de viajar a los Estados Unidos en 1963. Fue allí donde, trabajando como ilustrador comercial y artista independiente, conoció a Frank y Jeff Lavaty, que le representaron desde entonces.
En 1969, fue comisionado por Ballantine Books para crear la portada de su serie Fantasía Ballantine para adultos. Estas pinturas de portada se convirtieron en un sello distintivo de la serie, creando un total de veintinueve. Desde entonces, creó por lo menos dieciocho portadas para otros autores, entre ellos la producción de toda la obra de arte publicada por el mismo: El fantástico mundo de Gervasio Gallardo (The fantastic world of Gervasio Gallardo).
Finalmente, Gallardo regresó a Barcelona para montar su propio estudio. A principios de los años 70, Gallardo había ganado también reconocimiento como artista comercial en revistas médicas y publicidad de diversos tipos como la que realizó para Marnier. Al mismo tiempo, Gallardo trabajaba en sus pinturas personales que vendía a coleccionistas y museos y seguía trabajando en ilustraciones para libros de ciencia ficción y fantasía.Sus pinturas tendían hacia el surrealismo y estaban influenciadas por Dalí, Magritte y Henri Rousseau, pero con más humor y extravagancia.
En 1977, 1978 y 1979 Gervasio Gallardo estuvo representado en la Feria Internacional de Arte de Basilea por la Sala Gaudí, donde expuso individualmente en 1976 y 1978 y que posee una gran parte de su obra.
Gallardo expuso su obra en París, Barcelona y los Estados Unidos. El trabajo de Gallardo ha aparecido en las portadas de muchos escritores notables, entre ellos:
- Peter S. Beagle
- George McDonald
- Hope Mirrlees
- H. P. Lovecraft
- Hannes Bok
- G.K. Chesterton
- Lin Carter
- Edmund Cooper & Roger Lancelyn Green
- F. Marion Crawford
- Lord Dunsany
- Clark Ashton Smith
- Sanders Anne Laubenthal
- H. Warner Munn
- William Morris

Su obra es extensísima y abarca desde obra pictórica hasta numerosas ilustraciones de portadas de libros de ciencia ficción e ilustraciones interiores hasta campañas publicitarias, etc. Gallardo utilizaba cualquier medio y técnica para conseguir expresar mejor el tema elegido, mezclando a menudo varios en la misma ilustración. 

## Premios y reconocimientos
Gervasio Gallardo ganó numerosos premios en Europa y los Estados Unidos:
1965: Certificate of Merit, The Art Directors Club of New York.
1968: Premio al mejor libro para el niño. Alemania.
1968: Award for Excellence. Society of Illustrators, New York.
1969: Citation for Merit. Society of Illustrators, New York.
1970: Citation for Merit. Society of Illustrators, New York.
1971: Award of Excellencia. Art Directors Club of Tucson.
1971: Citation for Merit. Society of Illustrators, New York.
1972. Award of Excellence. The society of Publications Designers, New York.
1972: Certificate of Merit. The society of Publications Designers, New York.
1972: Citation for Merit. Society of Illustrators, New York.
1973: Gold Medal. Society of Illustrators, New York.
1973: Citation for Merit. Society of Illustrators, New York.
1973: Certificate of Merit. The society of Publications Designers, New York.
1973: Selección Laus. ADGFAD. Barcelona, España.
1974: Award of Excellence. Society of Illustrators, New York.
1974: Citation for Merit. Society of Illustrators, New York.
1975: Citation for Merit. Society of Illustrators, New York.
1976: Gold Medal. The Art Director Club of Chicago.
1977: Gold Medal. Society of Illustrators, New York.
1977: Certificate of Merit. The Society of Publication Designers, New York.
Tuvo asimismo otras muchas nominaciones a premios y lugares destacados en distintos concursos de ilustración.